# Wohn- und Gewerbebau Kalkbreite
Der Wohn- und Gewerbebau Kalkbreite, umgangssprachlich oft Kalki genannt, ist eine Überbauung mit gemischter Nutzung über der von den Verkehrsbetriebe Zürich genutzten Tramabstellanlage in der Kalkbreite.

## Geschichte
Bereits 1975 wurde die Überbauung der Abstellanlage geplant, es konnte sich aber erst in den 2000er-Jahren ein Projekt durchsetzen. 2007 entstand eine Wohnungsbaugenossenschaft mit der Vision, eine nachhaltige und innovative Bebauung mit gemischter Nutzung zu realisieren. In den Gebäuden soll neben Wohnen und Gewerbe auch Soziales und Kultur untergebracht werden. Weiter sollen neue Wohnformen ausserhalb des traditionellen Wohnens in der Kleinfamilie versucht werden.
Als Siegerprojekt von einem mithilfe der Stadt organisierten Architektenwettbewerb ging das Projekt von Müller Sigrist hervor. Die 75 Mio.-Überbauung konnte auf dem von der Stadt Zürich im Baurecht übernommenen Grundstück realisiert werden. Sie wurde 2014 eröffnet  und wird von rund 250 Personen bewohnt, bietet aber auch Gewerberäume. Die Mieterschaft wurde bewusst durchmischt ausgewählt, sodass Leute von verschiedenen Altersgruppen, mit verschieden grossen Einkommen und von verschiedener Herkunft in der Siedlung wohnen.
2017 wurde die Überbauung als 2000 Watt Areal im Betrieb ausgezeichnet und gehörte damit zu den ersten Wohngebieten, welche diese Auszeichnung erhalten haben. Die Auszeichnung wird durch das Bundesamt für Energie (BFE) für Siedlungsgebiete vergeben, die besonders nachhaltig mit den Ressourcen für die Erstellung und Betrieb der Gebäude umgehen. Die Siedlung ist sehr gut mit öffentlichem Verkehr erschlossen, die Bewohner müssen eine Autoverzichtserklärung unterschreiben.

## Konzept
Die Siedlung umfasst 88 Wohneinheiten, darunter Familienwohnungen, Einzimmerwohnungen, Wohnungen für Wohngemeinschaften mit bis zu 14 Zimmern und einen Grosshaushalt für 50 Personen mit Gemeinschaftsküche. Der Grosshaushalt ist eine Zwischenform zwischen Wohngemeinschaft und Einzelwohnungen, eine Art «Wohngesellschaft». Den Bewohnern steht eine kleine Wohnung als Rückzugsort zur Verfügung, sie teilen sich aber Küche, Stube und eventuell auch das Gästezimmer.
Die durchschnittliche Wohnfläche pro Person beträgt in der Kalkbreite nur 31,2 m², was unter dem Durchschnitt der Stadt von 39 m² liegt. Dies wird erreicht, indem die individuellen Wohnflächen aufs Essenzielle beschränkt werden und vieles in Gemeinschaftsräumen ausgelagert wird. Den Bewohnern stehen eine Cafeteria, eine Werkstatt, ein Musikraum, eine Sauna und andere Nebenräume mit frei gestaltbarer Nutzung zur Verfügung. Anstelle von individuellen Balkonen und anderen privaten Aussenbereichen wurde der grosse Innenhof mit Spielplatz und Gemüse- und Kräutergarten geschaffen, der teilweise öffentlich Zugänglich ist. Weiter gibt es die Rue Intérieure, ein breiter Korridor, der sich durch das Haus zieht und als Begegnungsfläche dient.
Kalkbreite bricht mit mehreren Traditionen städtischer Wohnsiedlungen. Sie besteht nicht aus den klassischen parallel angeordneten Häuserzeilen und weist auch keinen traditionelle rechteckige Grundriss auf. Ebenso wird eine neue Form des gemeinsamen Wohnens mit dem Grosshaushalt ausprobiert. Das Projekt wurde über die Landesgrenzen hinaus bekannt. Die französischen Architektur-Zeitschrift d’a zitiert es als Beispiel innovative Wohnarchitektur aus sozialer und urbaner Sicht, das für die Kultur Zürich typischen sei, weil es Traditionen hinterfragen würde.
Kritiker nennen die Siedlung «grünes Ghetto» oder «Trutzburg». Der erste Spitzname weist darauf hin, dass der Alltagsbedarf in der Siedlung gedeckt werden kann und praktisch viele Dienstleistungen in der Siedlung erhältlich sind, sodass die Siedlung kaum verlassen werden muss und sie somit mit der übrigen Stadt schlecht vernetzt sei. «Trutzburg» weist auf die burgähnliche Architektur hin, weist aber auch darauf hin, dass das Projekt eine Gegenbewegung gegen die Gentrifizierung ist. Trotzdem wird das Projekt aber auch als Beispiel für grüne Monokultur und linkem Filz angesehen.

## Architektur
Die Überbauung liegt im Dreieck, das von der Badenerstrasse, des Seebahneinschnittes der Bahnstrecke Zürich–Chur und der Kalkbreitenstrasse begrenzt wird.
Um die Tramabstellanlage wurde eine Blockrandbebauung mit verschieden hohen Kubaturen erbaut, die wegen des Grundrisses des Grundstücks und der ins Gebäude integrierten Tramhalle komplexe Geometrien haben. Das Dach der Abstellanlage kann über eine breite Treppe von der Tramhaltestelle Kalkbreite aus erreicht werden. Es dient gleichzeitig  als Innenhof der Siedlung, der öffentlich zugänglich ist. Um diesen gruppieren sich die viergeschossigen Neubauten der Blockrandbebauung. Die Farbgestaltung der Siedlung wurde von Jörg Niederberger übernommen. Es wird ein Putz verwendet, der in den Farben Orange bis Türkis schillert. Die Überbauung erfüllt den Gebäudeenergiestandard Minergie-P-Eco. Für die Beheizung wird eine Wärmepumpe verwendet, die als Wärmequelle das Grundwasser nutzt, das auch für die Kühlung verwendet wird.